# جیسپی برونو

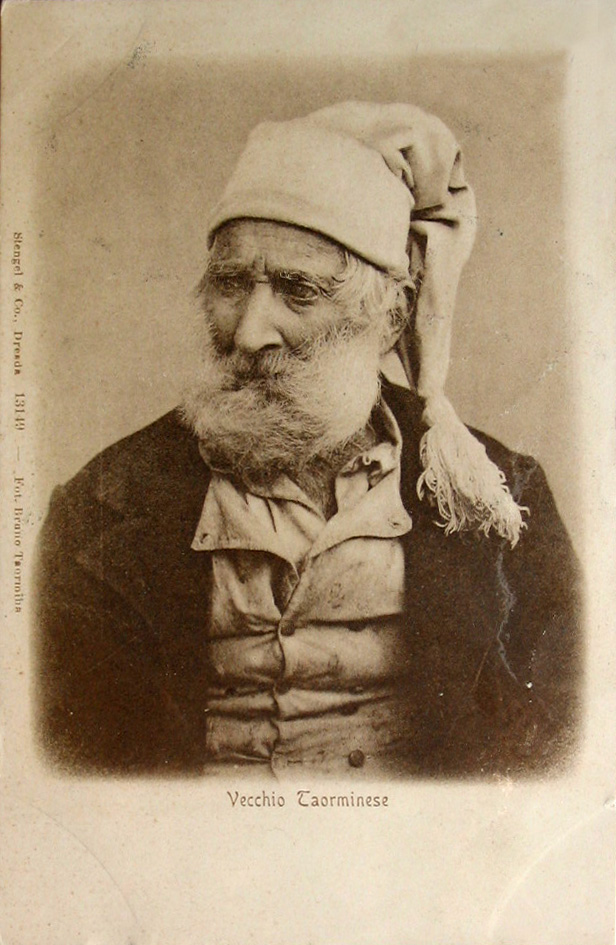
پیرمردی در تاورمینا

جیسپی برونو (زاده ۱۸۳۶ در کاپیزی – در گذشته ۱۹۰۴ در تائومینا) یک عکاس ایتالیایی بود که در قرن نوزدهم در تائومینا، کاپیزی و سیسیل کار می‌کرد.

## زندگی‌نامه
جیسپی برونو  در رشته مهندسی تحصیل کرد و با زنی ثروتمند ازدواج کرد و با درآمد و ثروت او زندگی می‌کرد لذا توانست خود را وقف اشتیاق خود، عکاسی کند. در آن زمان عکاسی نوع نسبتاً جدیدی از هنر بود که به مهارت‌های فنی نیاز داشت. او مشتاق تجربه تکنیک‌های جدید چاپ تصاویر بود. او حتی خودش را به عنوان «شیمیدان-عکاس» معرفی می‌کرد.
او معلم ویلهلم فن گلودن بود و به کار و آزمایش تکنیک‌ها‌ی چاپ تصاویر او علاقه وافری داشت. تولیدات وی عمدتاً به مناظر و بناهای تاریخی مناطق محلی همراه با معرفی موفقیت‌آمیز چهره‌های انسانی در آن مناظر اختصاص داشت.
عکس‌ها او عمدتاً به مناظر و بناهای تاریخی مناطق محلی با معرفی موفقیت‌آمیز پیکره‌های انسانی در مناظر اختصاص داشت.